# Вулиця Нагірна (Нікополь)
Вулиця Нагірна - вулиця в Нікопольському районі, г. Нікополя. Пролягає від перехрестя з вулицями Лісової та Першотравневої до Довгалівської вулиці. 

## Перехрестя
- Волошкова вулиця
- Вулиця Лесі Українки
- Вулиця Перемоги
- Пінська вулиця
- Вулиця Коцюбинського
- Підгірна вулиця
- Гомельська вулиця
- Свято-Андріївська вулиця